# جيرهارد بروكوب
جيرهارد بروكوب (بالألمانية: Gerhard Prokop)‏ (18 مايو 1939 في ألمانيا - 23 يناير 2002 في ألمانيا) هو مدرب كرة قدم ولاعب كرة قدم ألماني في مركز حراسة المرمى. لعب مع ألمانيا آخن ونادي يوبين وSportfreunde Gladbeck ‏ و.

## وصلات خارجية
- جيرهارد بروكوب على موقع قاعدة بيانات كرة القدم.إي يو (الإنجليزية)
- جيرهارد بروكوب على موقع بيانات كرة القدم. دي إي (الألمانية)